# Monumentum
Monumentum (Häufig als MonumentuM stilisiert) ist eine 1987 gegründete Band deren Stil sich zwischen Metal und Dark Wave entwickelte.

## Geschichte
Monumentum entstand 1987 in Mailand. Die Gruppe spielte in der ersten Besetzung mit Roberto Mammarella als Sänger, Gitarrist und Keyboarder, dem Bassisten Anthony Duman, dem Schlagzeuger Massimiliano Cristadoro und dem Sänger Mark Westfall eine Spielart des Metals, die sich am Stil von Into the Pandemonium von Celtic Frost orientierte. Nach zwei Jahren und der Veröffentlichung von zwei Demo-Bändern trennte sich die Band. Zwei Titel wurden als Teil einer Split-EP mit Rotting Christ über Obscure Plasma veröffentlicht. Das veröffentlicht Material genügte für mehrere Offerten der Plattenindustrie und bedingte einen Vertrag mit Deathlike Silence Productions zu deren Erfüllung es aufgrund der Ermordung von Øystein Aarseth nicht kam. Mammarella reformierte Monumentum mit einer veränderten Besetzung. Nach dem Ausscheiden von Cristadoro verblieb Mammarella das einzig beständige Mitglied der Band. Das Projekt wurde 1998 und 2004 erneut aufgelöst und jeweils 2001 beziehungsweise 2011 wieder reformiert. Zum Entstehungsprozess des zweiten Albums begann er Monumentum als Soloprojekt mit Live- und Studiomusikern. Eine Handhabe, die er beibehielt.
Dabei beteiligten sich bereits zur Aufnahme des Debüts bekannte Musiker der italienischen Metal- und Schwarzen Szene an Monumentum. Francesca Nicoli von Ataraxia brachte sich als Sängerin auf dem Debütalbum ein. Weitere Beteiligte wie der Sänger Andrea Zanetti kamen aus der regionalen Metal-Szene. Als Studioalben erschienen 1995 In Absentia Christi über Misanthropy Records und 2002 Ad Nauseam über Tatra Records. Beide Alben gab Monumentum mehrmals, unter anderem über Mammarellas eigenes Label Avantgarde Music, erneut heraus. Insbesondere durch die Veröffentlichung des Debütalbums über Misanthropy Records wurde die Band anfangs in der Black-Metal-Szene bekannt, ohne dieser musikalisch oder ideologisch nahezustehen.

## Stil
Der Stil von Monumentum entwickelte sich über die Jahre der Bandaktivität. Dabei negierten Rezensenten stets eine eindeutige Stil-Zuordnung und beschrieben die Musik als Crossover unterschiedlicher Einflüsse. Häufig wurden dabei allgemeine Oberbegriffe wie Dark Metal kategorisierend bemüht. Mammarella beschrieb die anfänglich von Monumentum gespielte Musik selbst als mäßige Kopie von Celtic Frost. Das Debüt orientierte sich an Christian Death und nutzte eine Gesangspaarung aus klarem, leidenden und tiefen Sprechgesang und einem prägnanten Frauengesang.
In der Fortführung ihrer Entwicklung kombinierte Monumentum später Dark Wave und Gothic Rock mit Elementen des Death Rock. Dabei griff die Gruppe auf folkloristische Instrumente wie Bouzouki und Maultrommel zurück.
Insbesondere auf den Veröffentlichungen um das Debüt entsprach ihr Crossovers dem Gothic Doom und gelegentlich dem Death Doom. Später wichen Metal-Bestandteile zunehmend jenen zwischen Dark Wave, Death-Rock und Neoklassik und die Musik glich jener von Canaan.

## Diskografie
Demos
- 1988: Rehearsal (Selbstverlag)
- 1989: Musaeum Hermeticum (Selbstverlag)

Split-Veröffentlichungen
- 1991: Rotting Christ / Monumentum (Mit Rotting Christ, Obscure Plasma)
- 2011: False Light (Mit Alternative 4, Avantgarde Music)
- 2013: Shining / Monumentum (Mit Shining, Avantgarde Music)

Studioalben
- 1995: In Absentia Christi (Misanthropy Records)
- 2002: Ad Nauseam (Selbstverlag)

Singles und EPs
- 1999: Coloured by Compassion (Tatra Records)
- 2014: The River EP (Avantgarde Music)

Kompilationen
- 2004: Metastasi (Cursed Land Records)